# Morpho sapphirus
Morpho sapphirus är en fjärilsart som beskrevs av Le Cerf 1925. Morpho sapphirus ingår i släktet Morpho och familjen praktfjärilar. Inga underarter finns listade i Catalogue of Life.